# Huso horario militar
Huso horario militar hace referencia a una lista de nombres de husos horarios basados en el alfabeto fonético de la OTAN.

## Historia
Hasta el 1 de enero de 1972 se conocía como hora zulú a la hora media de Greenwich (GMT), momento a partir del cual cambió a UTC ± 00:00 (Tiempo universal coordinado), en el que no se considera el horario de verano.[cita requerida]

## División de las zonas horarias
Para indicar la hora local se utiliza la letra J (Juliet).
- Hacia el oeste, desde la zona horaria zulú hasta la línea internacional de cambio de fecha, en el océano Pacífico, para las doce zonas horarias al occidente del GMT, se utiliza la terminología de «Zonas Horarias November», hasta «Yankee».

- Hacia el este, desde la zona horaria zulú hasta la línea internacional de cambio de fecha, en el océano Pacífico, para las doce zonas horarias al oriente del GMT, se utiliza la terminología de «Zonas Horarias Alpha», hasta «Mike».

El uso de zonas horarias militares en internet está descrito en RFC 822 (siglas de request for comments), posteriormente substituido por RFC 2822. Desde enero de 1994, tras la convención de Muniels, se adopta la hora zulú por las fuerzas armadas de los países pertenecientes a la OTAN.